# Hipselozaur
Hypselozaur (Hypselosaurus priscus) – czworonożny, roślinożerny zauropod z rodziny tytanozaurów (Titanosauridae). Zauropod spokrewniony z saltazaurem.
Znaczenie jego nazwy: wysoki jaszczur.
Żył w epoce późnej kredy (ok. 73-65 mln lat temu) na terenach Europy (Francja).

Długość ciała ok. 12 m, masa ok. 10 t. 

Jego szczątki znaleziono we Francji i w Hiszpanii.
We Francji znaleziono również jaja hypselozaura. Są to największe dotąd znane jaja dinozaura: mają rozmiar piłki do rugby.